# Check My Brain
Check My Brain – drugi singel amerykańskiego zespołu muzycznego Alice in Chains, promujący opublikowany we wrześniu 2009 czwarty album studyjny Black Gives Way to Blue. Autorem tekstu i kompozytorem jest gitarzysta Jerry Cantrell. Zamieszczony został na drugiej pozycji. Czas trwania wynosi 3 minuty i 58 sekund, co sprawia, że należy do najkrótszych kompozycji wchodzących w skład płyty. Singel ukazał się 14 sierpnia w formacie CD i digital download.

## Historia nagrywania
„Check My Brain” jest pierwszym utworem, który został napisany przed rozpoczęciem sesji nagraniowej. Raskulinecz w rozmowie z brytyjskim magazynem „Mix” przyznał: „Gdy skończyliśmy rejestrację wokali w pierwszym z utworów, wszyscy odetchnęli z ulgą. Powiedzieliśmy sobie: «tak! to się sprawdzi». Czułem wiele satysfakcji, ponieważ wiedziałem, że naprawdę to zrobiliśmy”. Riff otwierający producent określił jako „zabójczy, tak chwytliwy i ciężki”. „Jerry musiał go dobrze poskładać, ponieważ musieliśmy posortować gitary i sprawić, że wszystko będzie właściwe. Potem bas Mike’a musiał iść, a Jerry z Williamem śpiewać na górze, co było najtrudniejszą częścią. Połączanie dwóch gitar ze sobą, gdy skala G&L różni się od modelu Gibson Les Paul. Technik gitarowy wykonał wiele nastrojeń abyśmy mogli upewnić się, że możemy kontynuować intonację dla poszczególnych partii”. Cantrell odnosząc się do tej sytuacji stwierdził: „To są zasadniczo dwie nuty na strunie E. Zaczyna się od podciągania na pierwszym progu i opuszczania w dół, następnie przechodzi się na drugi z progów i schemat powtarza się poprzez powrót do podciągania strun na pierwszym progu. Jest to kłopotliwe, ponieważ wykonuje się to tuż obok siodełka, więc na basie wygląda to jeszcze trudniej. Palce Mike’a zaczęły krwawić, więc obniżyliśmy strój, aby mógł to wykonać na strunie G.

## Znaczenie tekstu, budowa utworu
Jerry Cantrell w rozmowie z rozgłośnią radiową The Pulse of Radio z sierpnia 2009 przyznał, że warstwa liryczna odnosi się do jego przeprowadzki z Seattle do Los Angeles, która miała miejsce w roku 2003. „Jest w tym pewien sarkazm. W byciu facetem, który mieszka w Los Angeles, jest byłym narkomanem, żyje w brzuchu bestii, nie uczestnicząc w życiu, i jest mu z tym naprawdę dobrze…To jak bycie hazardzistą i mieszkanie w Las Vegas. To jest oczywiście tylko taka ironia połączona z sarkazmem. To jest coś w rodzaju: «niech ktoś sprawdzi mi mój mózg»”. W wywiadzie dla „Los Angeles Times” muzyk stwierdził, że „lubię to jak teraz jest… i to jak obecnie żyję”. W rozmowie z magazynem „Inked” Cantrell przyznał: „Myślę, że fajną rzeczą dotyczącą tego utworu jest w szczególności to, że od razu opowiadam w nim o moim doświadczeniu teraz, gdzie obecnie mieszkam”. Rich Hanscomb z Drowned in Sound napisał: „Można sobie niemal wyobrazić Cantrella pięknie uśmiechającego się, gdy rozmyśla nad swoim nowym życiem na zachodnim wybrzeżu”.
Utwór skomponowany jest w niskim strojeniu E, z wykorzystaniem gamy f-moll. Tonacja F jest grana jako Fb. Partie gitary basowej są nastrojone do D. Akordy w refrenach ułożone są według schematu F5-E♭5-B♭5-A♭5-B♭5-C5-F5. Cantrell w wywiadzie dla magazynu „Guitar Player” wyznał: „Utwór jest zdublowany, na górze znajduje się ścieżka oktawowa, więc jest to ściana dźwięku”. „Check My Brain” charakteryzuje się harmonią linii wokalnych Cantrella i DuValla, występującą zarówno w zwrotkach, jak i refrenach.

## Teledysk
Teledysk do „Check My Brain” premierę miał 14 września 2009 na kanale muzycznym MTV2 i MTVU. Reżyserem jest Alexandre Courtes, znany m.in. ze wcześniejszej współpracy z U2. Fabuła teledysku ukazuje zespół wykonujący utwór w wyblakłych kolorach. Zdjęcia nagrywane były na terenie Los Angeles. Do realizacji wideoklipu początkowo przymierzany był Mark Pellington, który w przeszłości współpracował z zespołem przy teledysku do „Rooster”.

## Wydanie
12 sierpnia na oficjalnej stronie zespołu udostępniony został 30-sekundowy fragment utworu. Dwa dni później, pełna wersja została wydana dla stacji radiowych, w postaci singla promującego album.
10 października utwór osiągnął najwyższą lokatę magazynu „Billboard” Alternative Songs, na której spędził dwadzieścia tygodni. 3 października „Check My Brain” dotarł do 1. miejsca Mainstream Rock Songs, pozostając na nim przez osiem tygodni. Stał się pierwszym singlem grupy od czasów „No Excuses” z 1994, który osiągnął najwyższą lokatę notowania „Billboardu”. Kompozycja osiągnęła także szczyt zestawienia Billboard Hot Rock Songs oraz 4. Bubbling Under Hot 100 Singles. 5 września „Check My Brain” uplasował się na 62. lokacie Billboard Canadian Hot 100. 31 października dotarł do 71. pozycji Billboard Hot 100 Airplay, pozostając w zestawieniu przez pięć tygodni. Zadebiutował na 99. pozycji notowania Hot 100, docierając 3 października do 92. lokaty. W Polsce utwór notowany był dziesięciokrotnie, docierając do 16. pozycji na liście przebojów Programu Trzeciego.

## Odbiór

### Krytyka

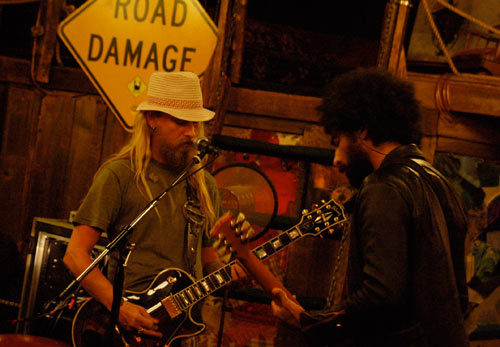
„Check My Brain” napisany został przed rozpoczęciem sesji

Ronald Hart z tygodnika „Billboard” napisał: „«Check My Brain» jest wierny grunge’owej sieci Alice in Chains. Napisany przez gitarzystę Jerry’ego Cantrella, który dzieli się wokalnymi obowiązkami z Williamem DuVallem, utwór obraca się wokół niedoli muzyka do jego relokacji z deszczowego Seattle do słonecznego Los Angeles. Klasyczny, z niskim strojeniem, stąpający, z łatwością może przełożyć się na niewydany kawałek z epoki Dirt”. Ryan Ogle „Check My Brain” klasyfikuje jako „przykład klasycznego utworu Alice in Chains, posiadającego wielkie i ciężkie riffy gitarowe, szczególnie wyeksponowane w refrenach kompozycji”. Sarah Rodman z „The Boston Globe” zwraca uwagę na „mroczne gitary i zwichrowane rytmy”. Siân Llewellyn z brytyjskiego magazynu „Classic Rock” napisała: „«Check My Brain» to klasyczne Alice, z podwójnym wokalem i zwodniczą, chwytliwą melodią oraz refrenem, w którym słychać echa «Man in the Box»”. Andrew Blackie z PopMatters budowę oraz brzmienie „Check My Brain” określa mianem „kwintesencji zespołu”, natomiast odnosząc się do całości stwierdza, że „kiedy przychodzi co do czego, to naprawdę jest to nic więcej, jak piosenka o przeprowadzce”. Christian Hoard na łamach „Rolling Stone” przyznaje, że „«Check My Brain» śmiało można zakwalifikować do największych hitów zespołu”. Jacqui Swift z brytyjskiego dziennika „The Sun” podkreśla „zniekształconą gitarę Cantrella i głęboki spleciony wokal Williama”.

### Nagrody i nominacje
31 stycznia 2010 „Check My Brain” uzyskał nominację do nagrody Grammy w kategorii Best Hard Rock Performance.

### Media
„Check My Brain” wydany został jako zawartość do pobrania dla gier muzycznych Rock Band i Rock Band 2 na platformy Xbox 360, Wii oraz PlayStation 3, będąc częścią Alice In Chains Pack 01, obejmującego także starsze utwory grupy – „Rooster”, „Would?”, „No Excuses” i nową kompozycję „A Looking in View”. 29 września został dodany do Xbox Games Store oraz in-game Music Store na Wii. Do usługi sieciowej PlayStation Network, utwór dodany został 1 października. Kompozycja wykorzystana została w jednym z odcinków czwartego sezonu serialu Californication.

### Wyróżnienia
W 2012 kompozycja sklasyfikowana została na 39. pozycji w rankingu przygotowanym przez Loudwire na „najlepsze hardrockowe utwory XXI wieku”.
| Publikacja | Kraj              | Wyróżnienie                              | Rok  | Pozycja |
| ---------- | ----------------- | ---------------------------------------- | ---- | ------- |
| Loudwire   | Stany Zjednoczone | „najlepsze hardrockowe utwory XXI wieku” | 2012 | 39      |

## Utwór na koncertach
„Check My Brain” premierę koncertową miał w trakcie występu w Marlay Park w Dublinie na terenie Irlandii 1 sierpnia 2009, kiedy zespół zagrał jako support przed Metalliką w ramach World Magnetic Tour. Od tego czasu, regularnie prezentowany jest podczas wszystkich tras koncertowych zespołu.

## Lista utworów na singlu
singel CD (509996 85683 2 0):
| Nr | Tytuł utworu     | Autorzy        | Długość |
| -- | ---------------- | -------------- | ------- |
| 1. | „Check My Brain” | Jerry Cantrell | 3:58    |

digital download:
| Nr | Tytuł utworu                         | Autorzy  | Długość |
| -- | ------------------------------------ | -------- | ------- |
| 1. | „Check My Brain”                     | Cantrell | 3:58    |
| 2. | „Down in a Hole” (wersja koncertowa) | Cantrell | 6:46    |
|    |                                      |          | 10:44   |

## Twórcy
Opracowano na podstawie materiału źródłowego:
Alice in Chains
- William DuVall – śpiew, gitara rytmiczna
- Jerry Cantrell – śpiew, gitara prowadząca
- Mike Inez – gitara basowa
- Sean Kinney – perkusja

Produkcja
- Producent muzyczny: Nick Raskulinecz
- Inżynier dźwięku: Nick Raskulinecz, Paul Figueroa
- Mastering: Ted Jensen w Sterling Sound, Nowy Jork
- Miksowanie: Randy Staub w Henson Recording Studios, Los Angeles i The Warehouse Studio, Vancouver

- Aranżacja: Jerry Cantrell
- Tekst utworu: Jerry Cantrell

## Notowania
| Lista (2009)                                       | Pozycja |
| -------------------------------------------------- | ------- |
| Alternative Songs (Stany Zjednoczone)              | 1       |
| Billboard Canadian Hot 100 (Kanada)                | 62      |
| Billboard Hot 100 Airplay (Stany Zjednoczone)      | 71      |
| Billboard Hot 100 (Stany Zjednoczone)              | 92      |
| Billboard Hot Rock Songs (Stany Zjednoczone)       | 1       |
| Bubbling Under Hot 100 Singles (Stany Zjednoczone) | 4       |
| Lista przebojów Programu Trzeciego (Polska)        | 16      |
| Mainstream Rock Songs (Stany Zjednoczone)          | 1       |

## Interpretacje
- Amerykański zespół L.A. Guns na albumie Covered in Guns z 2010[33].
- Billy Corgan wykonał akustyczny cover utworu podczas internetowej ceremonii uhonorowania Alice in Chains przez Museum of Pop Culture nagrodą Founders Award 1 grudnia 2020[34].